# Contea di Gyaca
La contea di Gyaca (加查县S, Jiāchá XiànP) è una contea della Cina, situata nella Regione Autonoma del Tibet e amministrata dalla prefettura di Shannan.